# Conde de Devon

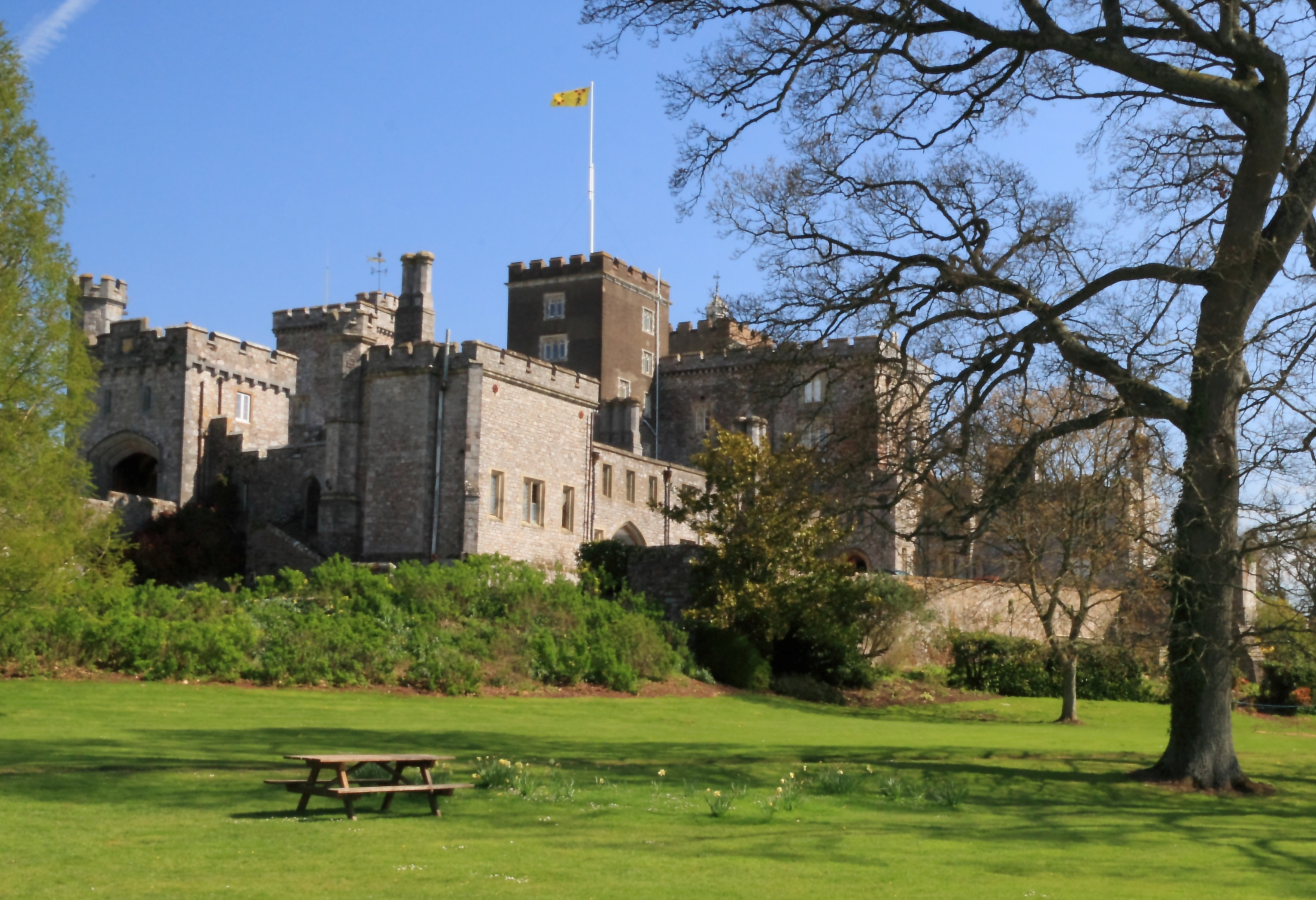
Powderham Castle, Devon, antiga sede da família Courtenay de Powderham, que reivindicou com sucesso o condado adormecido de Devon no século XIX. Aqui visto do sudoeste, hasteando a bandeira heráldica do Conde de Devon.

Conde de Devon é um título que foi criado diversas vezes no Pariato da Inglaterra. Foi possuído primeiro (após a Conquista Normanda de 1066) pela família Redvers ( também conhecida como Reviers, Revieres, etc.) e, mais tarde, pela família Courtenay. Não deve ser confundido com o título de Conde de Devonshire, que é detido pelo Duque de Devonshire, embora as cartas patentes para a criação dos últimos nobres usassem as mesmas palavras latinas, Comes Devon(iae). Foi uma reinvenção, se não uma continuação real, do cargo de Ealdorman de Devon anterior à Conquista.

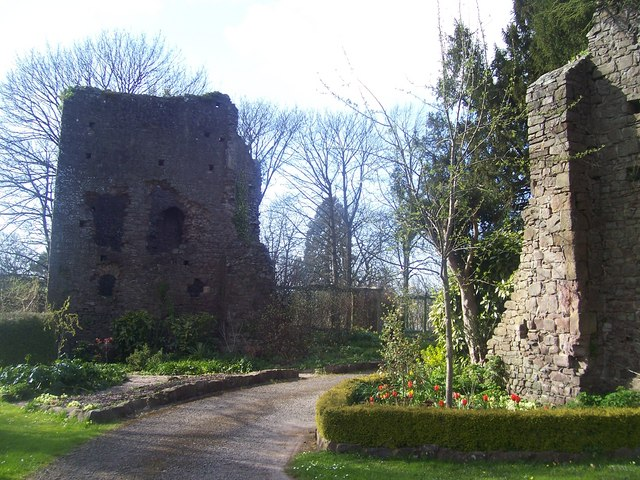
Tiverton Castle, Devon, os poucos restos do antigo castelo medieval e sede dos Condes Redvers e Courtenay de Devon. Perdido e recuperado muitas vezes, foi finalmente vendido pelas filhas e co-herdeiras de Edward Courtenay, 1.º Conde de Devon (falecido em 1556), da criação de 1553. Nunca foi sitiada durante o mandato de Courtenay, mas foi capturada durante a Guerra Civil por um golpe de sorte. Foi então amplamente demolido como medida preventiva.

Parentes próximos e aliados poderosos dos reis Plantagenetas, especialmente Eduardo III, Ricardo II, Henrique IV e Henrique V, os Condes de Devon foram tratados com suspeita pelos Tudors, talvez injustamente, em parte porque William Courtenay, 1.º Conde de Devon (1475–1511), havia se casado com a Princesa Catarina de Iorque, uma filha mais nova do Rei Eduardo IV, deixando os Condes de Devon muito próximos da linha de sucessão ao trono inglês. Durante o período Tudor, todos, exceto o último conde, foram elevados ao posto, e houve várias recriações e restaurações. A última recriação foi para os herdeiros masculinos do beneficiário, não (como seria usual) para os herdeiros masculinos de seu corpo. Quando ele morreu solteiro, presumiu-se que o título estava extinto, mas um primo muito distante de Courtenay, da família que residia em Powderham, cujo ancestral comum foi Hugh de Courtenay, 2.º Conde de Devon (falecido em 1377), sete gerações antes deste Conde, reivindicou o título com sucesso em 1831. Durante esse período de dormência, os condes de jure de Devon, os Courtenays de Powderham, foram criados baronetes e, mais tarde, viscondes.
Durante esse período, um condado não relacionado de nome semelhante, agora chamado para distinção de Condado de Devonshire, foi criado duas vezes, uma vez para Charles Blount, 8.º Barão Mountjoy, que não tinha filhos legítimos, e uma segunda vez para a família Cavendish, agora Duques de Devonshire. Ao contrário dos Duques de Devonshire, sediados em Derbyshire, os Condes de Devon estavam fortemente ligados ao condado de Devon. Sua sede é o Castelo de Powderham, perto de Starcross, no Rio Exe.
O Conde de Devon não herdou a antiga e original Baronia de Courtenay ou o Visconde de Courtenay de Powderham (1762–1835); no entanto, seu herdeiro é denominado Lorde Courtenay por cortesia.

## Ealdormano de Devon
Antes da Conquista Normanda de 1066, a mais alta autoridade sub-real em Devon era o ealdormano, cargo do qual o posterior Condado de Devon foi uma reinvenção, se não uma continuação real.
- Odda, sob o comando de Alfredo, o Grande, liderou as forças anglo-saxônicas na Batalha de Cynwit, derrotando finalmente um exército liderado pelo chefe viking Ubba.
- Ordgar (falecido em 971), sob o rei Edgar (governou de 959 a 975). Ele fundou a Abadia de Tavistock em 961. Seu filho foi Ordwulf (falecido após 1005), que realizou a fundação.[2]

## O condado pós-normando
O primeiro conde de Devon foi Baldwin de Redvers (c. 1095), filho de Richard de Redvers (falecido em 1107), barão feudal de Plympton, Devon, um dos principais apoiadores do rei Henrique I (1100–1135). Alguns acreditavam que Richard de Redvers havia de fato sido criado o primeiro conde de Devon e, embora no passado isso causasse confusão quanto à ordem numérica dos condes de Devon, a questão agora está mais claramente definida em favor de Baldwin como o primeiro. Balduíno de Redvers foi um grande nobre em Devon e na Ilha de Wight, onde sua sede era o Castelo de Carisbrooke, e foi um dos primeiros a se rebelar contra o Rei Stephen (1135–1154). Ele tomou o Castelo de Exeter e organizou ataques navais de Carisbrooke, mas foi expulso da Inglaterra para o Ducado de Anjou, na França, onde se juntou à Imperatriz Matilda. Ela o nomeou Conde de Devon depois de se estabelecer na Inglaterra, provavelmente no início de 1141.
Baldwin de Redvers, 1.º Conde de Devon, foi sucedido por seu filho, Richard de Redvers, 2.º Conde de Devon, e neto, Baldwin de Redvers, 3.º Conde de Devon, e este último foi sucedido por seu irmão, Richard de Redvers, 4.º Conde de Devon, que morreu sem filhos.
William de Redvers, 5.º conde de Devon (falecido em 1217) foi o terceiro filho de Baldwin, o 1º conde. Ele teve apenas dois filhos que deixaram filhos. Seu filho Baldwin morreu em 1º de setembro de 1216, aos dezesseis anos, deixando sua esposa Margaret grávida de Baldwin de Redvers, 6.º Conde de Devon. O rei João (1199–1216) forçou-a a se casar com Falkes de Breauté, mas ela foi resgatada na queda do Castelo de Bedford em 1224 e divorciada dele, por não ter tido um casamento verdadeiro. Ela é chamada de Condessa de Devon em vários registros. A filha mais nova do quinto conde, Mary de Redvers, conhecida como "de Vernon", acabou se tornando a única herdeira do condado de 1141. Ela se casou primeiro com Pierre de Preaux e, em segundo lugar, com Robert de Courtenay (falecido em 1242), barão feudal de Okehampton, Devon.
O 6.º conde foi sucedido por seu filho, Baldwin de Redvers, 7.º conde de Devon (falecido em 1262), que morreu sem filhos. A sua irmã, Isabel de Forz, viúva de Guilherme de Forz, 4.º Conde de Albemarle, tornou-se condessa de Devon suo jure. Seus filhos faleceram antes dela e ela não teve netos.
Suas terras foram herdadas por seu primo de segundo grau, Hugh de Courtenay (1276–1340), barão feudal de Okehampton, bisneto de Mary de Redvers e Robert de Courtenay (falecido em 1242) de Okehampton. Ele descendia de Renaud de Courtenay, anglicizado para Reginald I de Courtenay, de Sutton, um nobre francês da Casa de Courtenay que fixou residência na Inglaterra após a conquista e fundou o ramo inglês da família Courtenay, que se tornou Conde de Devon em 1335. O título ainda é mantido hoje por seu descendente masculino direto.
Hugh de Courtenay foi convocado por escrito ao Parlamento em 1299 como Hugo de Curtenay, pelo que se considera que se tornou Barão Courtenay. No entanto, quarenta e um anos após a morte de Isabella de Fortibus, Condessa de Devon|Isabel de Forz, cartas patentes foram emitidas em 22 de fevereiro de 1335, declarando-o Conde de Devon e afirmando que ele "deveria assumir o título e o estilo que seus ancestrais, Condes de Devon, costumavam fazer", pelo que ele foi confirmado como Conde de Devon. Embora algumas fontes considerem esta uma nova concessão, o texto da concessão provavelmente indica uma confirmação e que ele se tornou, portanto, o 9.º Conde. Fontes históricas referem-se a ele como 1º Conde ou 9º Conde, e a posição não pode ser decidida de nenhuma maneira devido à incerteza das evidências sobreviventes. Durante os últimos anos da sua vida, ele manteve dois títulos: 1.º/9.º Conde de Devon, em razão das cartas patentes de 1335, e 1.º Barão Courtenay, o título pelo qual ele havia sido convocado ao Parlamento nos anos anteriores às cartas patentes de 1335.
O 1.º/9.º conde foi sucedido por seu filho, Hugh de Courtenay, 2.º/10.º conde de Devon. Três dos oito filhos do 2º/10º conde tiveram descendentes; um quarto, William Courtenay, foi arcebispo de Canterbury e lorde chanceler. Sir Hugh Courtenay (1326–1349), KG, filho mais velho e herdeiro do 2º/10º conde, foi um dos membros fundadores da Ordem da Jarreteira, mas tanto ele quanto seu único filho, Sir Hugh Courtenay (falecido em 1374), faleceram antes do 2º/10º conde. Sir Edward de Courtenay (falecido em 1368/71), o terceiro filho, também faleceu antes de seu pai, mas deixou um filho mais velho, Edward de Courtenay, 3.º Conde de Devon (1357–1419), "O Cego", que herdou como 3º/11º Conde. O filho mais velho do 3º/11º conde, Sir Edward Courtenay (falecido em 1418), casou-se com Eleanor Mortimer, filha de Roger Mortimer, 4.º conde de March, mas faleceu antes de seu pai, sem deixar filhos, e o segundo filho do 3º/11º conde, Hugh de Courtenay, 4.º conde de Devon (falecido em 1422) o sucedeu e se tornou o 4º/12º conde de Devon. O 4.º/12.º conde foi sucedido por seu filho, Thomas Courtenay, 5.º/13.º conde de Devon (falecido em 1458).
As Guerras das Rosas foram desastrosas para os condes de Courtenay. O filho do 5º/13º conde, Thomas Courtenay, 6.º/14.º conde de Devon (falecido em 1461), lutou do lado perdedor de Lancaster na Batalha de Towton (1461), foi capturado e decapitado, e todas as suas honras foram perdidas por proscrição. O Castelo de Tiverton e todas as outras vastas terras de Courtenay foram perdidas para a coroa, sendo posteriormente parcialmente restauradas.

## Segunda criação, 1469
Eduardo IV fez de Humphrey Stafford, neto e herdeiro de Humphrey Stafford de Hooke, Dorset, seu agente no West Country. Em 17 de maio de 1469, Stafford foi criado Conde de Devon, mas foi morto apenas três meses depois, tendo liderado forças reais contra o exército rebelde de Robin de Redesdale, um representante do Conde de Warwick. Capturado na Batalha de Edgecote, ele foi decapitado em Bridgwater em 17 de agosto de 1469. Ele não deixou filhos e, com sua morte, a segunda criação do condado foi extinta. Ele é conhecido como o "Conde dos Três Meses".

## Primeira criação restaurada, 1470
As Guerras das Rosas continuaram e em 1470 as forças Lancaster sob o comando de Warwick prevaleceram, e Henrique VI foi restaurado ao trono. Os 1461 proscritos foram revertidos, e o condado de Devon foi restaurado a John Courtenay, 7.º/15.º conde de Devon (falecido em 1471), irmão mais novo de Thomas, o 6.º/14.º conde. Houve também um irmão do meio, Henry Courtenay (falecido em 1469), que também morreu nas Guerras. Quando os Yorkistas prevaleceram novamente no ano seguinte, Eduardo IV cancelou a legislação do segundo reinado de Henrique VI, e todas as honras de John Courtenay foram perdidas. Algumas semanas depois, em 4 de maio de 1471, ele morreu lutando do lado perdedor na Batalha de Tewkesbury (1471), sem deixar filhos. De acordo com Cokayne, "com a sua morte, a representação dos antigos Condes de Devon (da família de Reviers, de quem os Courtenays a herdaram) e da Baronia de Courtenay (criada pelo mandado de 1299) caiu em suspenso entre as suas irmãs ou os seus descendentes, sujeita à ascensão de Eduardo IV (1461), que foi revivida com a readmissão daquele Rei em 14 de abril de 1471".

## Terceira criação, 1485

Diagrama mostrando a descendência dos Condes Courtenay de Devon durante a Guerra das Rosas. Sir Hugh I Courtenay (falecido em 1425) de Boconnoc foi o elo entre a linhagem sênior extinta após a Batalha de Tewkesbury em 1471 e a criação de um novo condado no pós-guerra em 1485 pelo Rei Henrique VII

Sir Edward Courtenay (falecido em 1509), sobrinho-neto do 3.º/11.º conde, lutou do lado vencedor em Bosworth em 22 de agosto de 1485, encerrando as Guerras das Rosas e dois meses depois o novo rei, Henrique VII (1485–1509), por cartas patentes datadas de 16 de outubro de 1485, criou Edward Courtenay conde de Devon (ou Devonshire), com o restante usual para os herdeiros masculinos de seu corpo. Como filho e herdeiro de Sir Hugh Courtenay (falecido em 1471/2) de Bocconoc, Sir Edward Courtenay era o herdeiro masculino de sua família, sendo seu pai filho e herdeiro de Sir Hugh Courtenay de Haccombe, irmão mais novo de Edward de Courtenay, 3.º/11.º Conde de Devon (falecido em 1419), "O Cego". Ele uniu as linhagens Tiverton e Powderham da família, casando-se com Elizabeth Courtenay, filha de um filho mais novo da linhagem Powderham. Ele morreu em 28 de maio de 1509, quando o condado foi perdido pelo proscrito em 1504 de seu filho e herdeiro, William Courtenay (falecido em 1511).

## Quarta criação, 1511
William Courtenay (falecido em 1511) casou-se com a princesa Catarina de York, uma filha mais nova do rei Eduardo IV, e era, portanto, cunhado de Elizabeth de York, mas, mesmo assim, o marido de Elizabeth, Henrique VII, mandou prender e processar Courtenay por sua suposta, mas não comprovada, cumplicidade na conspiração de Edmund de la Pole, 3.º duque de Suffolk. Entretanto, durante o reinado de seu filho e sucessor, o rei Henrique VIII (1509–1547), William Courtenay foi gradualmente perdoado. Suas terras foram restauradas na medida do possível e, por cartas patentes de 10 de maio de 1511, ele foi nomeado Conde de Devon, com o restante deixado aos herdeiros de seu corpo. Ele morreu repentinamente de pleurisia um mês depois, em 11 de junho de 1511, deixando seu único filho sobrevivente, Henry Courtenay (falecido em 1539), para herdar o condado.
Em dezembro de 1512, Henry Courtenay (falecido em 1539) obteve por meio de ato do Parlamento a revogação da sentença de 1504 de seu pai, William Courtenay. Em 1512, ele herdou o condado de Devon, de propriedade de seu avô, tendo, na morte de seu pai no ano anterior, já herdado o condado conferido por patente a seu pai em 1511. Em 1525 ele foi nomeado Marquês de Exeter por Henrique VIII. Entretanto, em 1538 ele foi julgado, condenado, executado e decapitado pelo mesmo rei por conspirar com os poloneses e Nevilles contra o governo de Thomas Cromwell após a Peregrinação da Graça. Todos os seus títulos foram perdidos pelo seu agressor.

## Quinta criação, 1553
Edward Courtenay (falecido em 1556), o segundo, mas único filho sobrevivente de Henry Courtenay, foi prisioneiro na Torre de Londres por quinze anos, desde a prisão de seu pai até o início do reinado da Rainha Mary (1553–1558), quando foi libertado e criado por ela Conde de Devon. A patente diferia das patentes anteriores porque concedia o condado aos seus herdeiros masculinos para sempre, e não aos herdeiros masculinos do seu corpo. (Isso significava, como foi decidido em 1831, que o condado poderia passar para seus primos, os Courtenays de Powderham, mais especificamente para William IV Courtenay (1527–1557), conhecido retrospectivamente como o 2.º Conde de jure, família que existia desde o século XIV naquela sede como nobreza rural proeminente. ) Ele foi proposto como futuro marido para sua prima, a Rainha Maria, que também estava interessada no casamento, mas dizem que ele recusou seus avanços, após o que a Rainha Maria se casou com Filipe II da Espanha. Ele foi considerado um possível marido para sua irmã, a futura Rainha Elizabeth I. Isso o tornou uma ameaça ao reinado de Maria. Além disso, ele foi implicado na rebelião de Wyatt e foi novamente preso na Torre. Em 1555, ele foi autorizado a viajar para a Itália, onde morreu em Pádua em 1556, possivelmente devido a envenenamento. Com sua morte, sua linhagem masculina foi extinta, e com ela o condado, ou assim foi considerado até 1831.

## Interregno
Como não havia Conde de Devon, Jaime I concedeu o título em 1603 a Charles Blount, 8.º Barão Mountjoy, cuja tia havia sido mãe do último Conde. Ele morreu sem filhos legítimos três anos depois, e o rei deu (ou melhor, vendeu) o condado para William Cavendish, 1.º Barão Cavendish.
Enquanto isso, os descendentes de Sir Philip Courtenay (1340–1406), de Powderham, um filho mais novo do 2º/10º conde, tendo lutado contra os condes de Courtenay durante as Guerras das Rosas, viveram sob os Tudors como proeminentes cavalheiros rurais. A baronetcy foi criada no Baronetage da Inglaterra durante a Guerra Civil Inglesa em fevereiro de 1644 para William VI Courtenay (1628–1702) de jure 5.º Conde de Devon, de Powderham, Devon. O terceiro baronete ganhou o título de Visconde Courtenay de Powderham em 1762.
Em 1831, o Courtenay mais velho dessa linhagem era William Courtenay, 3.º Visconde Courtenay (falecido em 1835), um velho libertino e solteiro, que vivia exilado em Paris, tendo fugido de uma acusação formal. Caso ele morresse solteiro, o visconde seria extinto, enquanto o título de baronete seria herdado por seu primo de terceiro grau, outro William Courtenay (1777–1859), que era Assistente do Escrivão do Parlamento e Alto Administrador da Universidade de Oxford. William Courtenay (falecido em 1859) convenceu a Câmara dos Lordes de que "herdeiro masculino" na última criação do título em 1553 significava "herdeiro colateral masculino" e que seu primo, o 3º Visconde, era, portanto, também o 9.º Conde de Devon, e seus ancestrais, os Courtenays de Powderham, eram de jure Condes de Devon desde 1556. William Courtenay (falecido em 1859) sucedeu seu primo como 10.º Conde em 1835, e dele descendem os atuais Condes. (Um louco, John Nichols Thom, alegou ser "Sir William Courtenay" em 1832, e se candidatou ao Parlamento duas vezes, como representante dos radicais filosóficos, e proclamou seu direito ao Condado. Ele organizou uma revolta agrícola nos arredores de Canterbury em 1838, e foi morto a tiros na Batalha de Bossenden Wood durante sua repressão.)
O inconveniente, desde 1831, de ter dois condes para o mesmo condado foi tratado da seguinte forma: os condes de Cavendish, que foram elevados a um ducado em 1694, escreviam seu título como duque de Devonshire ; os antigos condes geralmente eram condes de Devon. Isso se deve em parte às diferenças entre o inglês e o "latim jurídico", a língua em que os decretos reais eram tradicionalmente escritos. Isso se tornou a diferença entre os dois títulos, e é conveniente chamar Blount Earl (1603–1606) de Conde de Devonshire também.

## Residências
A sede principal dos Condes de Devon até o fim da linhagem sênior em 1556 foi o Castelo de Tiverton em Devon, e como sede subsidiária o Castelo de Colcombe, em Devon, ambos os quais estão agora em grande parte demolidos. Os Condes de Devon, criados depois de 1556, ou existentes de jure, ocuparam a mansão de Powderham em Devon desde o final do século XIV, e o Castelo de Powderham continua a ser a sede principal do atual Conde de Devon.

## Condes de Devon, Primeira Criação (1141)

Brasão de armas de Redvers, adotado no início da era da heráldica (c. 1200), provavelmente por William de Redvers, 5º Conde de Devon (falecido em 1217), : Ou, um leão azul rampante

- Baldwin de Redvers, primeiro conde de Devon ( c. 1095 –1155)
- Richard de Redvers, 2.º Conde de Devon (falecido em 1162), filho
- Baldwin de Redvers, 3.º conde de Devon (falecido em 1188), filho
- Richard de Redvers, 4.º Conde de Devon (falecido c. 1193 ), irmão
- William de Redvers, 5.º Conde de Devon (falecido em 1217), tio
  - Baldwin de Redvers (falecido em 1216)
- Baldwin de Redvers, 6.º Conde de Devon (1217–1245), neto do 5º Conde
- Baldwin de Redvers, 7.º Conde de Devon (1236–1262), filho
- Isabel de Redvers, 8.ª Condessa de Devon (1237–1293), irmã

## Condes de Devon da linhagem inicial de Courtenay

Brasões dos primeiros Condes Courtenay de Devon: Ou, três torres com um rótulo azul, como representado (sem tinturas) empalando Bohun no bronze monumental na Catedral de Exeter, Devon, de Sir Peter Courtenay (falecido em 1405), 5º filho de Hugh Courtenay, 2.º Conde de Devon (falecido em 1377)

O número ordinal dado aos primeiros Condes Courtenay de Devon depende se o condado é considerado uma nova criação pelas cartas patentes concedidas em 22 de fevereiro de 1334/5 ou se é considerado uma restituição da antiga dignidade da família de Redvers. As autoridades diferem nas suas opiniões e, portanto, existem números ordinais alternativos, aqui apresentados.
- Hugh de Courtenay, 1.º/9.º conde de Devon (1276–1340) (primo; declarado conde em 1335)
- Hugh de Courtenay, 2.º/10.º conde de Devon (1303–1377) (filho)
  - Edward de Courtenay (falecido antes de 1272)
- Edward de Courtenay, 3.º/11.º conde de Devon (1357–1419), "O Cego" (neto do 2º/10º conde)
- Hugh de Courtenay, 4.º/12.º conde de Devon (1389–1422) (filho)
- Thomas de Courtenay, 5.º/13.º conde de Devon (1414–1458) (filho)
- Thomas Courtenay, 6.º/14.º conde de Devon (1432–1461) (filho) (obtido em 1461)
- John Courtenay, 7.º/15.º conde de Devon (1435–1471) (irmão) (restaurado em 1469; em suspenso de 4 de maio de 1471 a 14 de outubro de 1485, sujeito à restauração do anterior conquistador de 1461)

## Conde de Devon, Segunda Criação (1469)
- Humphrey Stafford, 1.º Conde de Devon (1439–1469) (concedido em maio de 1469; perdido em agosto de 1469)

## Conde de Devon, Terceira Criação (1485)

Brasão original e indiferenciado da Casa de Courtenay: Ou, três torres, como mostrado esculpido dentro de uma liga no arco do coro da Igreja de São Pedro, Tiverton, Devon, sendo o brasão de Edward Courtenay, 1.º Conde de Devon, KG (falecido em 1509)

Edward Courtenay, 1.º Conde de Devon (falecido em 1509), KG, (perdido após sua morte pelo proscrito do filho; restaurado em 1512 para seu neto)
- Herdeiro masculino de John Courtenay acima; obtido em 1484; restaurado às terras e honras então perdidas em 1485; se isso tinha a intenção de restaurar o primeiro condado, também foi perdido em 1538/9.

## Condes de Devon, Quarta Criação (1511)

Brasão de William Courtenay, 1.º Conde de Devon (1475–1511): Esquartelado 1º e 4º, Courtenay; 2º e 3º Redvers, como esculpido no pórtico sul da Igreja de São Pedro, Tiverton, Devon, empalando o brasão do Rei Eduardo IV, pai de sua esposa, a Princesa Catarina

- William Courtenay, 1.º Conde de Devon (1475–1511) (conquistado em 1504; restaurado aos direitos de súdito em 1511; nova criação dois dias depois; morreu no mês seguinte sem investidura, mas enterrado como conde), filho de Edward acima.
- Henry Courtenay, 2.º Conde de Devon (1498–1539) KG; (herdeiro da 3ª e 4ª criações após 1512); filho de William acima. (criado Marquês de Exeter em 1525).

## Marquês de Exeter, Primeira Criação (1525)
- Henry Courtenay, 1.º Marquês de Exeter (1498-1539); obtido em 1538/9, executado e todos os títulos e honras perdidos.

## Condes de Devon, Quinta Criação (1553)

Brasões dos últimos condes de Devon, com o rótulo azul diferenciado ainda mais por anéis ou placas

- Edward Courtenay, 1.º Conde de Devon (1527–1556) (também restaurado em sangue, mas não em honras, 1553; quinta criação adormecida em 1556†), filho de Henry acima. Morreu solteiro e sem filhos.

### Condesde jure, de Powderham
- William Courtenay, de jure, 2.º conde de Devon (1529–1557), de Powderham, primo em sexto grau de Edward acima,
- William Courtenay, de jure, 3.º conde de Devon (1553–1630)

- William Courtenay (falecido em 1605), seu filho mais velho, morreu antes de seu pai

- Francis Courtenay, de jure 4.º Conde de Devon (1576–1638), seu irmão
- William Courtenay, de jure 5.º Conde de Devon, 1.º Baronete (1628–1702) (criado em 1644)

- Francis Courtenay (falecido em 1699), seu filho mais velho, morreu antes de seu pai

- William Courtenay, de jure 6.º Conde de Devon, 2.º Baronete (1675–1735), filho de Francisco
- William Courtenay, de jure 7.º Conde de Devon, 1.º Visconde Courtenay (11 de fevereiro de 1709/1710 – 16 de maio de 1762) (criado Visconde Courtenay em 1762)
- William Courtenay, de jure 8.º Conde de Devon, 2.º Visconde Courtenay (30 de outubro de 1742 - 14 de outubro de 1788)
- William Courtenay, de jure 9.º conde de Devon (1788–1835), de fato 9.º conde de Devon (1831–1835), 3.º visconde Courtenay (1768–1835; condado revivido retrospectivamente em 1831†)

### Revivido (1831)

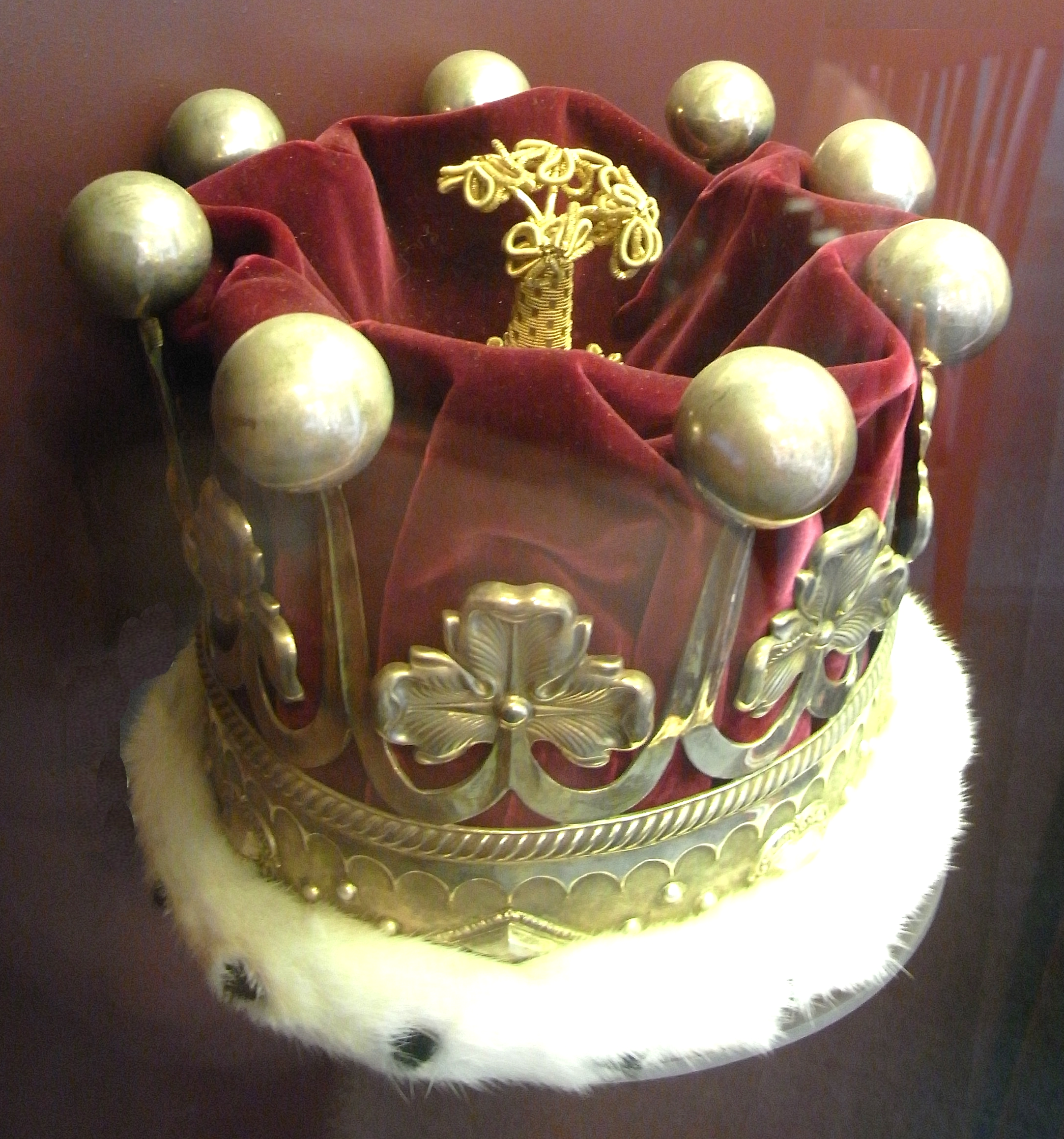
Coroa de conde usada por Charles Courtenay, 17.º conde de Devon (1916–1998) na coroação da rainha Elizabeth II em 1953. Exibido no Castelo de Powderham

- William Courtenay, 9.º Conde de Devon (1768–1835), morreu solteiro
- William Courtenay, 10.º Conde de Devon (1777–1859), seu primo de segundo grau: filho mais velho do Rev. Henry Reginald Courtenay, Bispo de Exeter, que era o segundo filho de Henry Reginald Courtenay, MP, que era o segundo filho de Sir William Courtenay, 2.º Baronete
- William Reginald Courtenay, 11.º Conde de Devon (1807–1888), seu filho mais velho

- William Reginald Courtenay (1832–1853), seu filho mais velho, morreu — solteiro — antes de seu avô

- Edward Baldwin Courtenay, 12.º Conde de Devon (1836–1891), seu irmão, morreu solteiro
- Henry Hugh Courtenay, 13.º conde de Devon (1811–1904), um padre; seu tio, segundo filho do 10.º condeHenry Reginald Courtenay, Lord Courtenay (1836–1898), seu filho mais velho, morreu antes de seu pai

- Henry Reginald Courtenay, Lorde Courtenay (1836–1898), seu filho mais velho, morreu antes de seu pai

- Charles Pepys Courtenay, 14.º Conde de Devon (1870–1927), seu filho mais velho
- Henry Hugh Courtenay, 15.º Conde de Devon (1872–1935), um padre; seu irmão
- Frederick Leslie Courtenay, 16.º Conde de Devon (1875–1935), um padre; seu irmão

- Henry John Baldwin Courtenay, Lorde Courtenay (n. e f. 1915), seu filho mais velho, morreu antes de seu pai

- Charles Christopher Courtenay, 17.º Conde de Devon (1916–1998), filho mais novo de Frederick
- Hugh Rupert Courtenay, 18.º Conde de Devon (1942–2015), seu único filho
- Charles Peregrine Courtenay, 19.º Conde de Devon (nascido em 1975), seu único filho

O herdeiro aparente é o único filho do atual titular, Jack Haydon Langer Courtenay, Lorde Courtenay (nascido em 2009).
†: A criação de 1553 foi com o restante para seus herdeiros do sexo masculino, teoricamente sucedido por seu primo em sexto grau em segundo plano; assim, o renascimento de 1831 foi para o nono membro da família com relação à dita criação.

## Condes de Devonshire
Embora o título fosse considerado extinto, houve duas recriações, para as famílias de Blount e Cavendish, de um condado de Devon; para as quais veja:
- Charles Blount, 1.º Conde de Devonshire (1603–1606)
- Duque de Devonshire